# Parque de Inwood Hill
El Parque de Inwood Hill (en inglés, Inwood Hill Park) es un parque público en el barrio de Inwood de Manhattan, en la ciudad de Nueva York (Estados Unidos). Es operado por el Departamento de Parques y Recreación de la Ciudad de Nueva York. Está en una alta cresta de esquisto que se eleva 61 m sobre el río Hudson desde la calle Dyckman hasta el antiguo arroyo Spuyten Duyvil, actualmente río Harlem, en el extremo norte de la isla. Su la topografía escarpada está marcada por el paso de glaciares y alberga el bosque primario más grande que queda en la isla de Manhattan. Es conocido como Shorakapok Preserve por cuenta del pueblo histórico de Wecquaesgeek. A diferencia de otros parques de Manhattan, es en gran parte natural y consiste principalmente en colinas boscosas y sin paisajes.

## Historia

### Sitio

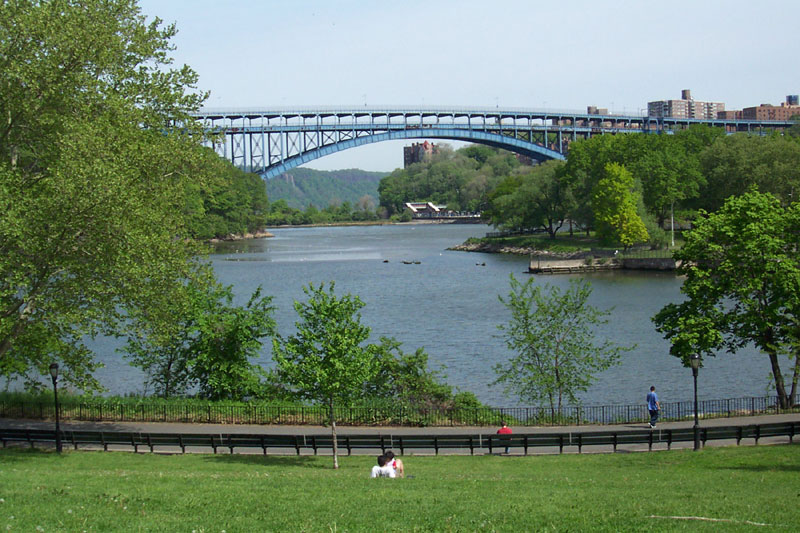
Vista desde el parque del puente Henry Hudson y el antiguo arroyo Spuyten Duyvil, actualmente río Harlem

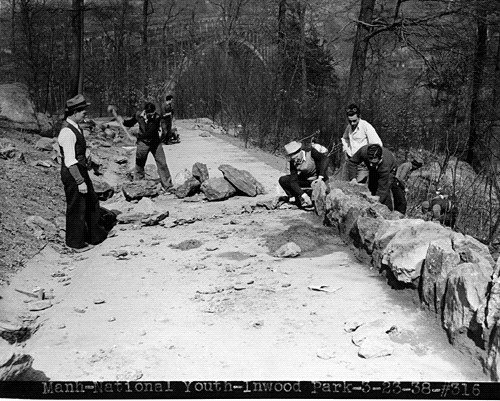
Trabajadores de WPA construyendo un camino del parque en 1938

El Parque de Inwood Hill tiene una historia humana que se remonta a la época precolombina. Durante el siglo XVII, los nativos americanos conocidos como Wecquaesgeek habitaron el área. Hay evidencia de un campamento principal a lo largo del borde este del parque, conocido como el pueblo de Shorakapok. El Wecquaesgeek dependía de los ríos Hudson y Harlem como fuentes de alimento. Se encontraron artefactos y restos de antiguas fogatas en los refugios rocosos de Inwood, lo que sugiere su uso como refugio y vivienda temporal.
Fort Cockhill, uno de los muchos fuertes construidos en Nueva York por el Ejército Continental durante la Guerra de Independencia, se encontraba en el extremo noroeste del actual Parque de Inwood Hill. Una pequeña estructura de tierra de cinco lados equipada con dos cañones, dominaba la desembocadura del arroyo Spuyten Duyvil, en su confluencia con el río Hudson.
A pesar de que el área que ahora es el Parque de Inwood Hill fue el sitio de una de las últimas granjas en Manhattan, que duró al menos hasta c. 1890: en el siglo XIX, era en gran parte el lugar de retiro en el campo para algunas de las familias más ricas de la comunidad y el resto de la élite social de Nueva York. Uno de esos notables que tenía una propiedad de verano en Inwood era Isidor Straus, copropietario de los grandes almacenes Macy's y pasajero del RMS Titanic. La cadena de grandes almacenes Lords of the Lord & Taylor era propietaria de dos mansiones construidas dentro del parque; ambas mansiones fueron destruidas por un incendio a finales del siglo XIX. Además, en el siglo XIX se ubicó un orfanato en lo alto de un acantilado en lo que ahora es el Parque de Inwood Hill. El sitio hoy incluye una pequeña área pavimentada y bancos de parque; no queda rastro del edificio. En el parque surgen al menos tres manantiales de agua dulce, uno de los cuales fue utilizado para beber agua por los trabajadores que construyeron el puente Henry Hudson. Algunas tierras en el norte se conocían anteriormente como Cold Spring.

### Uso como parque

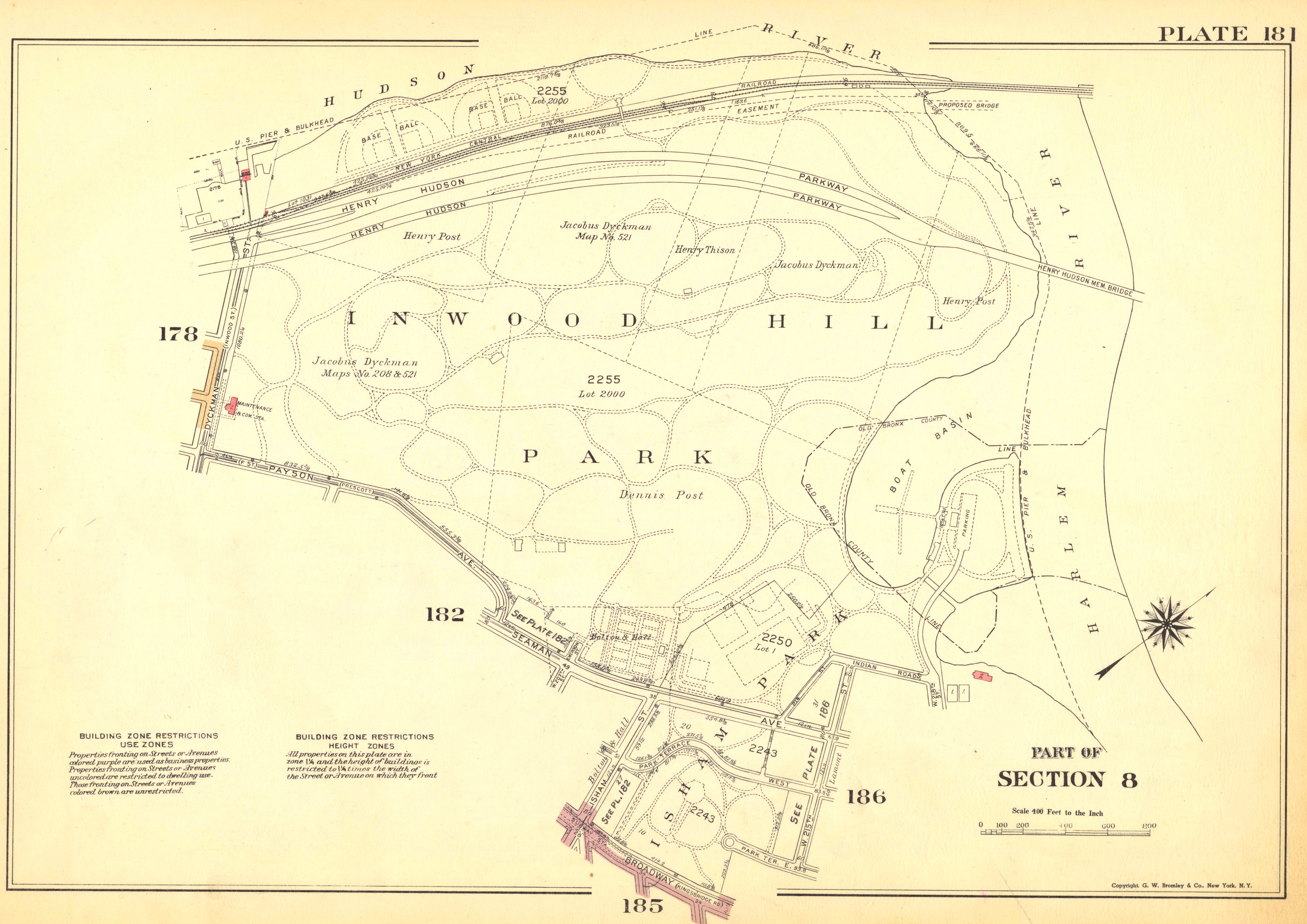
Mapa del parque Bromley alrededor de 1955

Andrew Haswell Green, que estaba a cargo de la Comisión de Central Park, y responsable de trazar las calles en el Upper West Side y en el Alto Manhattan, fue el primero en sugerir que se creara un parque en Inwood en 1895. Su idea no cobró fuerza rápidamente, pero el descubrimiento de hallazgos arqueológicos en la zona, la geología única de la colina, asociaciones históricas (tanto verdaderas como rumores), la belleza inherente del paisaje y las vistas que se pueden contemplar finalmente trajo suscitó el interés oficial. Entre 1915 y principios de la década de 1940, Nueva York compró los terrenos que hoy conforman el parque.
El parque fue inaugurado oficialmente el 8 de mayo de 1926. Los ocupantes ilegales que vivían en las haciendas abandonadas en el perímetro del parque fueron expulsados en la década de 1930 por Robert Moses y la Works Project Administration. La WPA también pavimentó algunos senderos y los iluminó con postes de luz. Los incendios provocados y los vertidos han dañado el parque y su integridad, al igual que las medidas antierosión mal concebidas.
En 1992, el área central de bosques primarios fue designada como Reserva Shorakapok, en honor al asentamiento indígena que había allí.
El 15 de septiembre de 1995, se inauguró el Inwood Hill Nature Center. Está ubicado cerca de la entrada del parque en 218th Street e Indian Road, y se encuentra en una península que anteriormente estaba conectada con el continente del Bronx antes de la excavación del canal de navegación del río Harlem en el curso del arroyo Spuyten Duyvil. El centro está ubicado en el único pantano de agua salada de Manhattan y ha sido designado como una exhibición interactiva con monitoreo continuo del área natural. También es el punto focal para observar las águilas que han sido colocadas en el parque para ser liberadas cuando puedan adaptarse al entorno. 

### Gran tulípero y roca Shorakapok

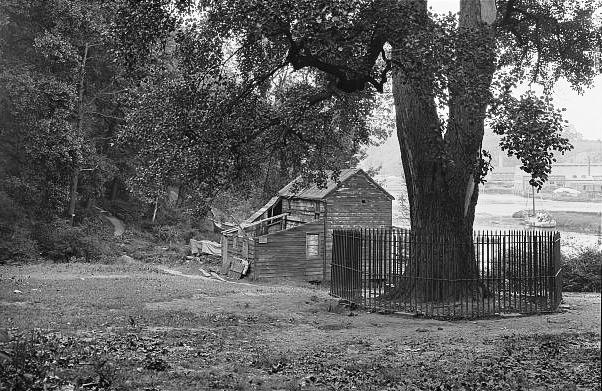
Tulípero bajo el cual los nativos americanos supuestamente le "vendieron" la isla de Manhattan a Peter Minuit en 1626

La Reserva Shorakapok del parque fue anteriormente el sitio de un "Gran tulípero", un Liriodendron tulipifera considerado el árbol más grande de Manhattan, así como uno de los más antiguos, y fue defendido y restaurado por el Comisionado de Parques Charles Bunstein Stover. Como parte del cuidado del árbol, se colocó una placa que lo conecta con los viajes de Hudson, un par de años después de la Celebración Hudson-Fulton, que conmemora el 300 aniversario del viaje de Henry Hudson y el 100 aniversario del vapor de ruedas de Robert Fulton. La placa original también conectaba el árbol con los hallazgos arqueológicos de los nativos americanos cercanos, lo que especulaba que algunos de los nativos americanos en Shorakapok podrían haber interactuado con Hudson. Hudson realmente participó en una batalla desde su barco con los nativos americanos en las cercanías de Nipinichsen, justo al norte de Spuyten Duyvil Creek, el 2 de octubre de 1609. El árbol sobrevivió durante siglos hasta que fue derribado por una tormenta en 1933.

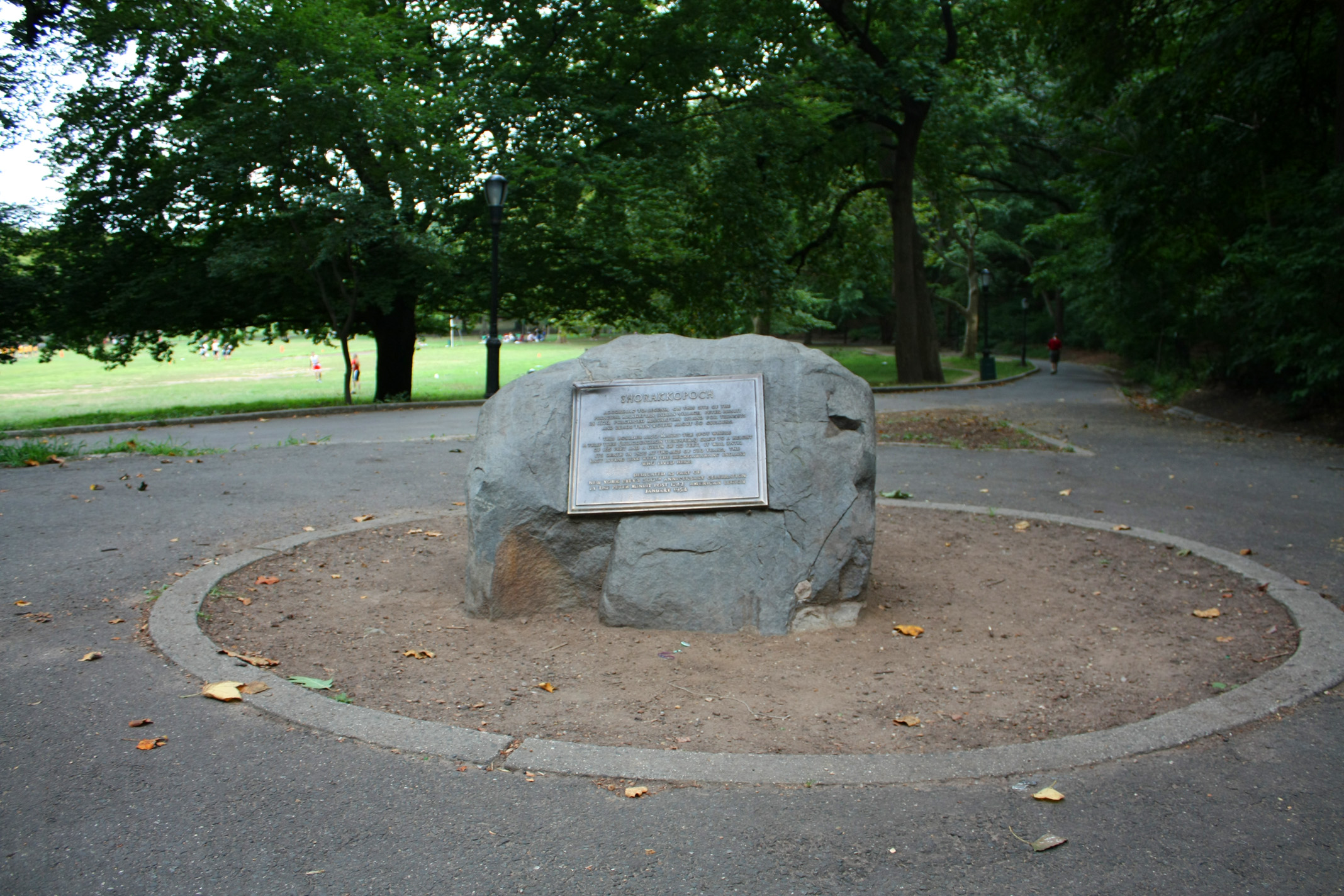
Roca Shorakkopoch

Hasta la década de 1950, el tocón aún se podía ver, rodeado por una gran valla de hierro, pero como se pudrió, finalmente se retiró y se reemplazó con una roca y una placa. Peter Minuit Post 1247 de la Legión Americana colocó la roca y la placa en 1954, en conmemoración del 300 aniversario de que New Amsterdam obtuviera los derechos municipales un año antes. La placa etiqueta la roca como "Shorakkopoch" (un letrero más reciente del Departamento de Parques cercano lo llama "Shorakapok Rock") y afirma que "según la leyenda", aquí es donde Minuit negoció la compra de la isla de Manhattan a los nativos americanos, una cuenta que no no aparece en ningún registro histórico, y los historiadores generalmente ubican tales lugares de reunión en el Bajo Manhattan. La asociación de un "árbol de tratados" en diferentes lugares con la adquisición de tierras se ha señalado como un mito común que promueve una narrativa de asentamiento colonial pacífico.

## Geografía
El parque cubre 79 ha. El Henry Hudson Parkway y la línea ferroviaria Empire Connection de Amtrak lo atraviesan, y en su extremo norte el puente Henry Hudson y el puente Spuyten Duyvil solo para trenes unen Manhattan con el Bronx.
El límite occidental del parque es el río Hudson y el límite sur es Dyckman Street. Desde lacalle Dyckman hasta la calle 204, el límite este es Payson Avenue, desde la 204 hasta la 214 es la avenida Seaman, y desde la calle 215 hasta el final del parque en la calle 218, el límite este es Indian Road. 16 km los senderos atraviesan el parque, lo que permite un fácil acceso a Dyckman Street, Fort Tryon Park, Fort Washington Park y Riverside Park, parte de Manhattan Waterfront Greenway. Algunos de estos senderos son antiguos caminos que conducían a lo que alguna vez fueron fincas de veraneo que luego pasaron a estar bajo el control de la ciudad en la creación del parque. Bolton Road, que era el camino principal a la propiedad de Bolton, ahora es la principal vía peatonal dentro del parque; su entrada marcada por un letrero ubicado en Payson Avenue.
El Parque de Inwood Hill es geológicamente diverso, con mármol, esquisto y piedra caliza que prevalecen en el área. El parque está al lado de la falla de la calle Dyckman, sismológicamente activa, que corre paralela a lo largo del borde sur del parque. Recientemente, en 1989, la actividad de esta falla provocó un terremoto de magnitud 2.

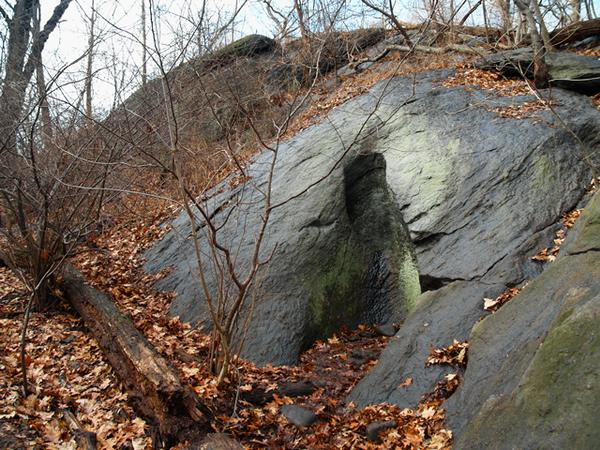
El Parque de Inwood Hill alberga la mayor kettle de Nueva York

## Flora y fauna
El área del parque a lo largo del río Harlem incluye Muscota Marsh, una de las últimas marismas naturales que quedan en Manhattan, la otra es Smuggler's Cove, que atrae a un gran número de aves acuáticas. Estas aves acuáticas se pueden estudiar más a fondo a través de programas educativos que se llevan a cabo en el Centro de la Naturaleza en el extremo norte de la propiedad. Los ánades reales, los gansos canadienses y las gaviotas de pico anillado son residentes durante todo el año y utilizan tanto el agua como los céspedes y campos de béisbol cercanos. Muchas aves zancudas y aves acuáticas pasan por allí en las migraciones de primavera y otoño, y las garzas y los cormoranes suelen pasar el verano. También en la marisma se pueden encontrar peces, moluscos y crustáceos entre los cordygrass y juncos que toleran tanto el agua salada como la dulce.
Los bosques albergan una amplia variedad de aves, incluidas especies comunes como arrendajos azules y cardenales, así como pavos salvajes. Las aves rapaces que se reproducen en el parque incluyen halcones de cola roja y búhos. Un proyecto de cinco años que comenzó en el verano de 2002 intentó reintroducir el águila calva en Manhattan utilizando cajas de piratería en el parque y aguiluchos traídos del Medio Oeste. En el primer verano, tres de los cuatro aguiluchos introducidos emplumaron con éxito. La estructura de anidación se eliminó en 2009.
Los animales que se encuentran en el parque incluyen ratones de campo del este y de pradera, salamandras de vientre rojo, ardillas voladoras del sur, zarigüeyas, ratones de venado de patas blancas y conejos de cola de algodón, así como ardillas grises del este y mapaches. Los zorros también fueron residentes, pero el creciente número de coyotes vistos en Central Park y en el parque Van Cortlandt del Bronx puede explicar su aparente ausencia actual.
Aunque el parque no admite grandes mamíferos salvajes, la vida silvestre local incluye mapaches y zorrillos, así como los roedores habituales de la ciudad. Tanto los lugareños como los de fuera del barrio pescan en la ribera del extremo norte del parque.

## Uso
El parque contiene tres áreas de juegos para niños, canchas de béisbol y fútbol, y canchas de tenis y baloncesto. El Inwood Hill Nature Center en el extremo norte del parque es tanto un lugar para programas educativos como la sede local de Urban Park Rangers. Los campos de béisbol del Parque de Inwood Hill son muy utilizados por ligas locales y de otras ciudades durante la temporada de béisbol.
La falta de espacios verdes en la parte este de Inwood y El Bronx cercano crea una enorme demanda de picnics con barbacoas y mesas y sillas, actividad que es ilegal o está estrictamente controlada en la mayoría de los parques de la ciudad.